# Babočka vrbová
Babočka vrbová (Nymphalis xanthomelas) denní motýl z čeledi babočkovitých (Nymphalidae).

## Popis
Babočka vrbová rozpětí křídel 50 až 56 milimetrů. Má oranžově hnědou až červenohnědou základní barvu. Na předních křídlech se nachází několik černých skvrn různých velikostí. Blízko vrcholu křídla vystupuje bělavá skvrna. Vnější okraj křídel je tmavý s jemnou bělavou vloženou čarou a silně zubatý. Dolní křídla mají velkou černou skvrnu uprostřed předního okraje, mají tmavý vnější okraj s některými vloženými namodralými kreslicími prvky a jsou také silně zubaté. Housenky jsou černošedé barvy, pichlavé a mají četné malé, žluté skvrny a hluboké černé boční pruhy. Kukla je světle šedá až světle hnědá, matně šedo-modrá a nevykazuje žádné kovové skvrny.

## Podobné druhy
Babočka vrbová je podobná babočce jilmové (Nymphalis polychloros), ale liší se od ní následujícími vlastnostmi:
- Základní barva jasně oranžová až červenohnědá.
- Vnější hrana křídel je zubatější.
- Bod na vrcholu křídel je jasněji bílý.
- Nohy jsou zbarvené žlutě, u babočky jilmové jsou černé.

Existuje jen malá podobnost s mnohem menší a barevnější babočkou kopřivovou (Aglais urticae) a babočkou bílé L (Nymphalis vaualbum), která má na každé straně zadních křídel výraznou bílou skvrnu.

## Distribuce a výskyt
Vyskytuje se od východní Evropy po střední a východní Asie včetně himálajské oblasti, Japonska a Tchaj-wanu. Až do poloviny dvacátého století se několik let objevovala také v Pomořansku, Durynsku, Braniborsku, Berlíně a Bavorsku. Günter Ebert a Erwin Rennwald zpochybňují starší záznamy z Bádenska-Württemberska jako nesprávná určení nebo záměny. Dělají závěr: „Tento východní druh se nevyskytuje v Bádensku-Württembersku.“ Motýli se vyskytují hlavně v méně horkých oblastech. Obývají světlé lesy nebo v křovinatý terén. V Rakousku existují novější záznamy z Korneuburgu a z Kahlenbergu, velmi staré záznamy také z Horního Rakouska (Kremsmünster, Mattighofen).
Populace v Japonsku je oddělena od nominátního poddruhu jako samostatný poddruh Nymphalis xanthomelas japonica (Stichel, 1908). Poddruh Aglais xanthomelas fervescens (Stichel, 1908) se vyskytuje v Turkmenistánu, Tádžikistánu, Uzbekistánu, Kyrgyzstánu, Kazachstánu a v Himálaji. Tento poddruh stoupá v indické části Himálaje až do výšky 3600 m. Poddruh Nymphalis xanthomelas formosana (Matsumura, 1925) je omezen na Tchaj-wan.
Od poloviny 20. století byl považován na území Čech a Moravy za vyhynulý, v současnosti je považován za vzácného migranta. Od roku 2019 je evidován častější výskyt na celém území Moravy, ve východní polovině Čech až po jižní Čechy. Nevyskytuje se ve středních Čechách a v západní polovině Čech.

## Způsob života
Motýli létají od června do pozdního podzimu, přezimují a létají znovu od začátku jara do května. Samice kladou vajíčka na špičky větví živných rostlin – nejlépe na vrby (Salix) a jilmy (Ulmus), kde housenky žijí společně v hnízdech, zejména v květnu a červnu.

## Ohrožení
Tento druh je v Německu považován za ztracený nebo vyhynulý, a proto je zařazen do kategorie 0 na Červeném seznamu ohrožených druhů.